# A (singel Ayumi Hamasaki)
A – dziesiąty singel Ayumi Hamasaki, wydany 11 sierpnia 1999 roku. Jest to najlepiej sprzedający się singel piosenkarki (sprzedano 1 670 000 kopii). Singel znalazł się na 1. miejscu w rankingu Oricon.
Piosenki Trauma i monochrome zostały wykorzystane jako tło muzyczne dwóch reklam telewizyjnych dla napojów JT Peach Water. „too late” to piosenka przewodnia z reklamy dla Honda Giorno Crea. Piosenka End roll (HΛL’s MIX) została wykorzystana w reklamie firmy Morinaga & Company jako tło muzyczne. Utwór A również zdobył Japan Gold Disc Award w kategorii „Piosenka Roku” (ang. „Song of the Year”).

## Lista utworów
| Nr  | Tytuł                                            | Czas |
| --- | ------------------------------------------------ | ---- |
| 1.  | „monochrome (Original Version)”                  | 4:28 |
| 2.  | „too late (Original Version)”                    | 4:19 |
| 3.  | „Trauma (Original Version)”                      | 4:17 |
| 4.  | „End roll (Original Version)”                    | 4:48 |
| 5.  | „monochrome (Keith Litman’s Big City Vocal Mix)” | 9:34 |
| 6.  | „too late (Razor 'N Guido Remix)”                | 8:12 |
| 7.  | „Trauma (Heavy Shuffle Mix)”                     | 6:09 |
| 8.  | „End roll (HΛL’s MIX)”                           | 4:16 |
| 9.  | „monochrome (instrumental)”                      | 4:30 |
| 10. | „too late (instrumental)”                        | 4:19 |
| 11. | „Trauma (instrumental)”                          | 4:16 |
| 12. | „End roll (instrumental)”                        | 4:48 |
| 13. | „End roll (NEURO-mantic Mix)”                    | 5:08 |
| 14. | „monochrome (Dub’s full color Remix)”            | 6:42 |

## Wystąpienia na żywo
- 13 sierpnia 1999 – Music Station – „monochrome”
- 16 sierpnia 1999 – Hey! Hey! Hey! – „too late”
- 17 sierpnia 1999 – J-Pop Night Channel A – „End roll”
- 17 sierpnia 1999 – J-Pop Night Channel A – „monochrome”
- 17 sierpnia 1999 – J-Pop Night Channel A – „too late”
- 17 sierpnia 1999 – J-Pop Night Channel A – „Trauma”
- 2 września 1999 – Utaban – „Trauma”
- 24 września 1999 – J-Pop Night in Velfarre – „End roll”
- 24 września 1999 – J-Pop Night in Velfarre – „too late”
- 24 września 1999 – J-Pop Night in Velfarre – „Trauma”
- 12 listopada 1999 – Utaban – „End roll”
- 30 grudnia 1999 – Hit MMM – „End roll”